# Comuna de Kotla
Kotla (polaco: Gmina Kotla) é uma gminy (comuna) na Polónia, na voivodia de Baixa Silésia e no condado de Głogowski. A sede do condado é a cidade de Kotla.
De acordo com os censos de 2004, a comuna tem 4066 habitantes, com uma densidade 31,8 hab/km².

## Área
Estende-se por uma área de 127,75 km², incluindo:
- área agricola: 53%
- área florestal: 37%

## Demografia
Dados de 30 de Junho de 2004:
|                      | Total   | Total | Mulheres | Mulheres | Homens  | Homens |
| -------------------- | ------- | ----- | -------- | -------- | ------- | ------ |
|                      | pessoas | %     | pessoas  | %        | pessoas | %      |
| População            | 4066    | 100   | 2062     | 50,7     | 2004    | 49,3   |
| Densidade (pop./km²) | 31,8    | 100   | 16,1     | 16,1     | 15,7    | 15,7   |

De acordo com dados de 2002, o rendimento médio per capita ascendia a 2170,86 zł.

## Subdivisões
- Ceber, Chociemyśl, Grochowice, Głogówko, Kotla, Kozie Doły, Krzekotówek, Kulów, Moszowice, Skidniów, Sobczyce, Zabiele.

## Comunas vizinhas
- Głogów, Głogów, Siedlisko, Sława, Szlichtyngowa, Żukowice